# Martin Faměra
Martin Faměra (Vimperk, 1988. november 4. ― ) világbajnok cseh származású spanyol-, korábban szlovák válogatott vízilabdázó, a CNA Barceloneta játékosa center poszton.

## Sportpályafutása
A cseh FEZKO Strakonice csapatában vízilabdázott, majd játékos- és válogatott pályafutását Szlovákiában folytatta. Játszott a szlovák ČH Hornets Košice, majd a francia Olympic Nice, később pedig a német Spandau együttesében is. 2015 óta a spanyol CNA Barceloneta játékosa. Több évnyi várakozás után megkapta a spanyol állampolgárságot, s a 2020-as olimpiai tornán már a spanyol nemzeti válogatott tagjaként vett részt. 2022-ben világbajnoki címet szerzett, valamint bronzérmes lett az őszi Splitben rendezett Európa-bajnokságon. 2023-ban a dobogó haramdik fokára állhatott fel a fukuokai világbajnokságon.

## Eredményei

### Klubcsapattal

#### CNA Barceloneta
- Spanyol bajnokság
  - Bajnok: 2016, 2017, 2018, 201, 2020, 2021, 2022, 2023
- Királyi Kupa
  - Kupagyőztes: 2015, 2016, 2017, 2018, 2019, 2020, 2021, 2022

### Válogatottal

#### Szlovákia
- Európa-bajnoki 13. helyezett (Belgrád, 2016)

#### Spanyolország
- Olimpiai 4. helyezett (Tokió, 2021)
- Világliga bronzérmes (Strasbourg, 2022)
- Világbajnok (Budapest, 2022)
- Európa-bajnoki bronzérmes (Split, 2022)
- Világkupa-győztes (Los Angeles, 2023)
- Világbajnoki bronzérmes (Fukuoka, 2023)